# 皮利基
49°59′13″N 26°45′11″E / 49.98694°N 26.75306°E
皮利基（烏克蘭語：Пильки），是烏克蘭西部的村莊，隸屬赫梅利尼茨基州的舍佩蒂夫卡區。該村面積0.81平方公里，海拔高度280米，2001年人口151，人口密度每平方公里187.3人。